# Schwarzschnabel-Sturmtaucher
Die Einteilung der Lebewesen in Systematiken ist kontinuierlicher Gegenstand der Forschung. So existieren neben- und nacheinander verschiedene systematische Klassifikationen. 
Das hier behandelte Taxon ist durch neue Forschungen obsolet geworden oder ist aus anderen Gründen nicht Teil der in der deutschsprachigen Wikipedia dargestellten Systematik.
Die in älterer Literatur als Schwarzschnabel-Sturmtaucher (Puffinus puffinus) bezeichnete Art wurde seit den 1980er Jahren mehrfach aufgeteilt. Dabei fand zunächst eine Untergliederung in die atlantisch-mediterranen, nord- und südpazifischen Populationen statt, später auch eine Untergliederung derselben. Mittlerweile werden meist alle früheren Unterarten als eigenständige Arten, der gesamte Komplex als Superspecies angesehen. Dazu gehören …
Atlantisch-mediterrane Arten
- Atlantiksturmtaucher (Puffinus puffinus) – nördlicher Atlantik
- Mittelmeer-Sturmtaucher (Puffinus yelkouan) – östliches Mittelmeer
- Balearensturmtaucher (Puffinus mauretanicus) – westliches Mittelmeer (Balearen)

Nord- und mittelpazifische Arten
- Schwarzsteiß-Sturmtaucher (Puffinus opisthomelas) – Pazifikküste des südlichen Nord- und Mittelamerikas
- Townsendsturmtaucher (Puffinus auricularis) – Pazifikküste Mittelamerikas
- Hawaiisturmtaucher (Puffinus newelli) – Mittlerer Pazifik (Hawaii und Rapa Iti)

Südpazifische Arten
- Flattersturmtaucher (Puffinus gavia) – Australien und Neuseeland
- Huttonsturmtaucher (Puffinus huttoni) – Australien und Neuseeland

Mit dem wissenschaftlichen Namen Puffinus puffinus wird heute nur die ehemalige Nominatform, der Atlantiksturmtaucher, bezeichnet.